# Залевк
Зале́вк (др.-греч. Ζάλευκος; середина VII века до н. э.) — знаменитый законодатель Эпизефирских Локров в Нижней Италии, считается автором древнейших писаных законов у греков. Зачастую смешивается со своим учеником Харондом, как в деталях биографии, так и в авторстве законов.
О его жизни и законах известно немногое. Он жил, вероятно, около середины VII века до н. э. и, по предположению некоторых учёных, был учеником или рабом Пифагора. Его законы, направленные на установление нравственного порядка в частной жизни и в общественных отношениях, написаны по образцу Ликурговых и очень строги. По дошедшим до нас сведениям, Залевк, стремясь затруднить внесение изменений в его законодательство, ввёл правило: каждый гражданин, желавший внести новый закон, являлся в народное собрание с верёвкой на шее и в случае непринятия его предложения обязан был повеситься. Поэтому за 300 лет в законы Залевка было внесено только три исправления (согласно Диодору Сицилийскому, приписывающему их Харонду):
- В закон «Кто выколет другому глаз — тому тоже выколоть глаз» была внесена поправка: «… а кто выколет глаз одноглазому — тому выколоть оба глаза»;
- В закон, разрешавший повторный брак после развода, был внесён запрет брать супруга моложе прежнего;
- Третья поправка была связана с наследницами-эпиклерами. Первоначальный закон обязывал родственника таковой либо жениться на ней, либо обеспечить приданое. Поправка исключала вторую возможность.[2]

Ему же некоторые источники приписывают установление определённых наказаний для разных преступлений с целью уничтожить произвол в решениях судей.